# Dolní Podluží
Dolní Podluží (do roku 1947 Dolní Grund, německy Niedergrund) je obec na severní straně Lužických hor, v okrese Děčín, v Ústeckém kraji. Obec se nachází jihozápadně od města Varnsdorfu, v širokém údolí odvodňovaném potokem Lužničkou, střed obce leží v nadmořské výšce 370 metrů. Jižní část obce se nachází v Chráněné krajinné oblasti Lužické hory. Na území obce se nachází Hornická naučná stezka Údolí Milířky. Na západě navazuje na Horní Podluží, s níž tvoří asi 6 km dlouhé souvislé údolní osídlení.
K obci patří též části Kateřina a Světliny 2. díl. V obci se nachází hraniční přechod do Německa pro pěší a cyklisty Dolní Podluží – Herrenwalde. Vznik obce souvisí pravděpodobně s činností středověkých skláren ve 13. a 14. století, nebo s vyhledáváním drahých kamenů či těžbou rud. V 18. století se do obce rozšířila výroba sametu a manšestru a byla zde i přírodní bělidla. Nejvýznamnější stavební památkou na území obce je kostel svaté Kateřiny. Dne 22. září 1938 henleinovci v rámci bojů o Šluknovský výběžek zavraždili v obci příslušníky finanční stráže Jana Teichmanna a Václava Kozla. Událost připomíná štíhlý sloup v podobě československého hraničního orientačního sloupu se znakem lva a pamětní deskou, který byl odhalen v září 1945. Po odsunu Němců po druhé světové válce v obci výrazně poklesl počet obyvatel – žije zde přibližně 1 200 obyvatel, zatímco v roce 1935 měla 3 504 obyvatel.

## Název
Obec se poprvé připomíná v roce 1378 jako Voigtsdorf, fojtova či rychtářova ves, avšak již v roce 1471 se vesnice označovala jménem Grund. Německý výraz grund znamená mimo jiné údolí, dolinu, úval či rokli. K odlišení bylo později přidáno Nieder, česky Dolní. Do roku 1947 se používalo odvozené jméno z němčiny, Dolní Grunt. Jméno Niedergrund měla na Děčínsku ještě jedna obec, Dolní Žleb. České jméno získala obec v roce 1947 dle návrhu žáka měšťanské školy Jiřího Maška podle polohy pod Lužickými horami a horou Luží. Dolní Grunt byl přejmenován na Dolní Podluží dne 16. ledna 1948 vyhláškou ministra vnitra č. 7/1948 Sb., o změnách úředních názvů měst, obcí, osad a částí, povolených 1947.
Místní část Kateřina měla německý název Katharinenthal, první zmínka v roce 1690, má v první části ženské osobní jméno (německy die Katharine = Kateřina), ve druhé části podstatné jméno (německy das Tal = údolí, dolina); odtud Kateřinino údolí. Světliny 2. díl se německy jmenovaly „Lichtenhain 2. Ant.“ podle knížecího rodu Lichtenštejnů. Název po roce 1945 vychází z chybného překladu první části názvu do češtiny (das Licht = světlo). Název byl zvolen k odlišení od sousední osady Světlík v Horním Podluží. Místní části byly přejmenovány vyhláškou ministra vnitra ze dne 1. července 1947 č. 123/1947 Sb., o změnách úředních názvů měst, obcí, osad a částí povolených v roce 1946.

## Historie

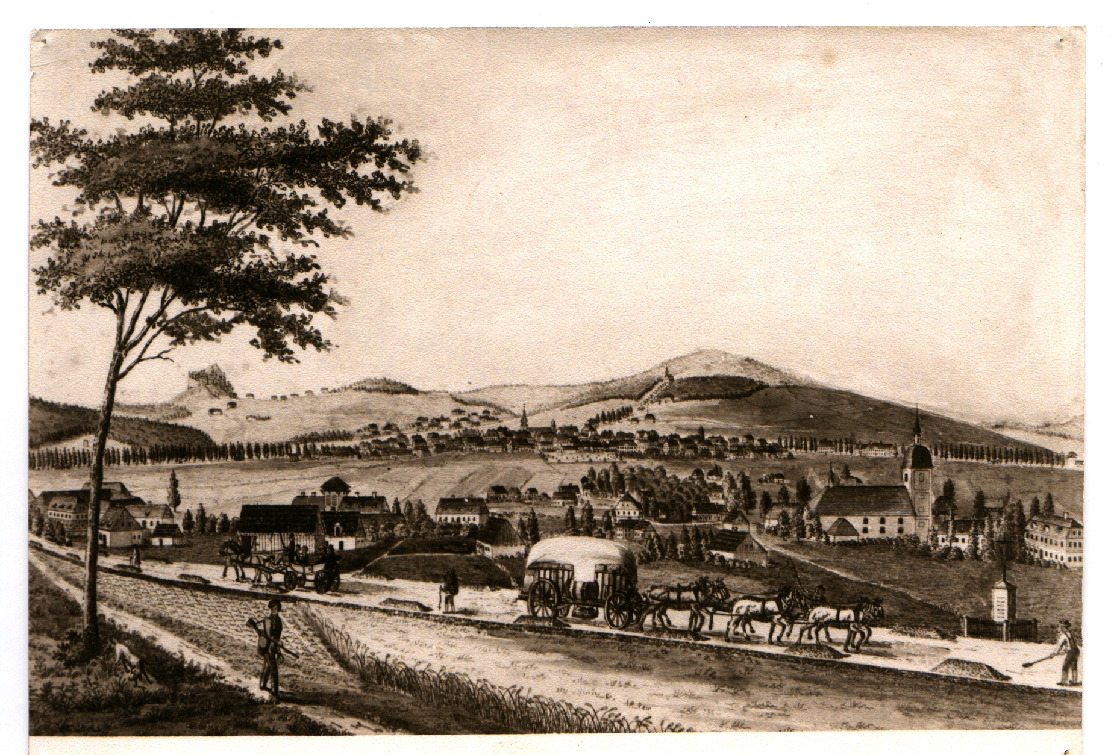
Pohled na západní část Dolní Podluží s kostelem svaté Kateřiny před výstavbou železniční tratě

Archeologické nálezy dokazují, že na dnešním katastru obce, v prostoru jižně od Lesného, existovaly na sklonku 13. století středověké sklárny, čímž se řadí mezi nejstarší známé sklárny na území Čech. Na území obce v údolí Milířky jsou stopy po středověkém dolování, těžil se zde křemen pro sklářské hutě ve druhé polovině 13. století, později železo, olovo a měď. Již kolem roku 1800 se v literatuře uvádí 200–300 let staré šachty a štoly.
Před 12. stoletím leželo údolí, ve kterém leží dnešní Dolní Podluží, v oblasti, která se nazývala „Záhvozdí“ a která se z části shoduje s dnešním Šluknovským výběžkem. Byly zde pouze neprostupné lesy a neobdělaná půda. Prvními obyvateli, kteří začali mýtit neprostupné lesy, byli němečtí kolonisté. Prvním pánem území, kde dnes je obec, byl Berka z rodu Hovorů, kterému jej propůjčil kníže Jaromír. Jeho potomek založil na místě bývalé dřevěné tvrze hrad Tolštejn. Na vrchností propůjčené půdě vznikly podél potoků osady Schneckendorf na východě obce, Vogstdorf ve středu obce a Bölmsdorf na místě dnešního Horního Podluží.
Již v roce 1411 se lze setkat s první zmínkou o kostele, který byl v roce 1411 novým kostelem, v jehož věžní kopuli se našla listina, ve které stálo:
| „ | Tento kostel postavilo sedm sedláků, a nikomu to nebude vadit. | “ |

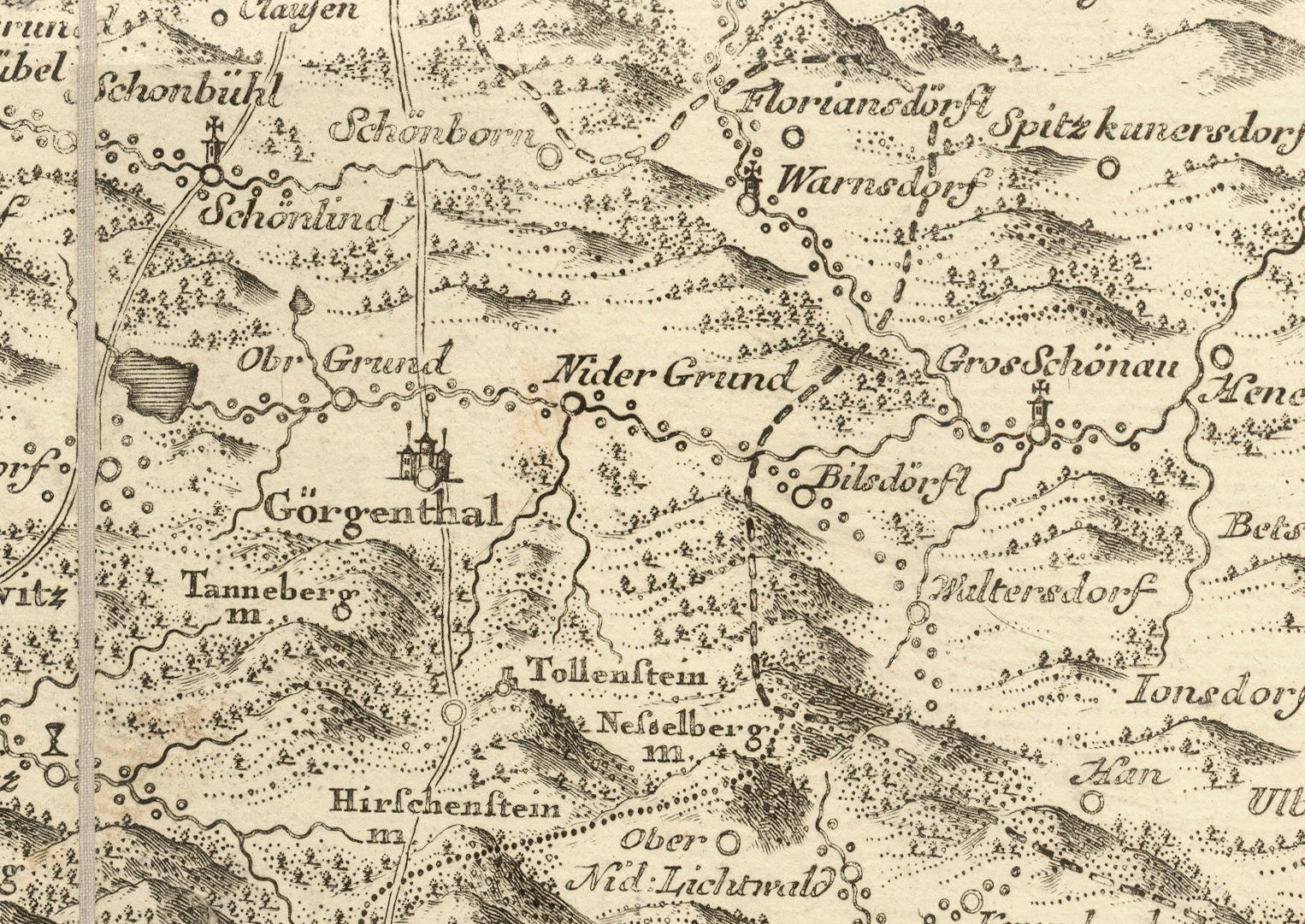
Dolní Podluží na barokní Müllerově mapě Čech z roku 1720

Obec patřila k arcibiskupství v Praze a v roce 1363 je v konfirmačních knihách a v roce 1384 v papežských seznamech odvedených desátků uvedeno: Vila advocati (Vogstdorf, Foitsdorf). Za husitských válek byl kraj v okolí Dolního Podluží velice zpustošen, stejné to bylo i za třicetileté války. O obyvatelích Podluží podávají přesné informace podlužská úřední kniha z roku 1599 a zemské soupisy z let 1599 a 1654. Za třicetileté války byla v okolí Podluží chudoba. V tomto období mnoho rodin emigrovalo. V roce 1708 novou kolonizací byla založena Kateřina, v roce 1734 Světliny. Josef Fröhlich z Varnsdorfu zavedl v Dolním Podluží roku 1792 výrobu manšestru a sametu, v roce 1816 další textilní výrobu zavedl Ignác Richter.
V roce 1825 byly v Dolním Podluží čtyři bělidla. V 80. letech 19. století byla v obci také přádelna červené příze Wilhelma Brasse, továrna na bavlněné zboží, papírna, škrobárna Josefa Worma a továrna na výrobu kartonů Stolle a Lehnert. Byly zde dva mlýny a pila. Převážně německé obyvatelstvo hledalo v průběhu staletí obživu v zemědělství, později tkalcovství, sklářství a těžbě rud. Velký rozmach obec prodělala především ke konci monarchie a v meziválečném období. Dne 30. září 1938 byly v Dolním Podluží odstřeleny mosty přes potok Lužnička na dnešní silnici číslo 9, na dnešní silnici číslo 264 ve střední části obce a most u kostela svaté Kateřiny československou roznětovou hlídkou dle plánů ničení při ochraně hranic. Současná tvář obce je již formována přistěhovalci a jejich potomky z vnitrozemí, kteří do této krajiny přišli po vystěhování německého obyvatelstva v poválečných letech.

## Přírodní poměry

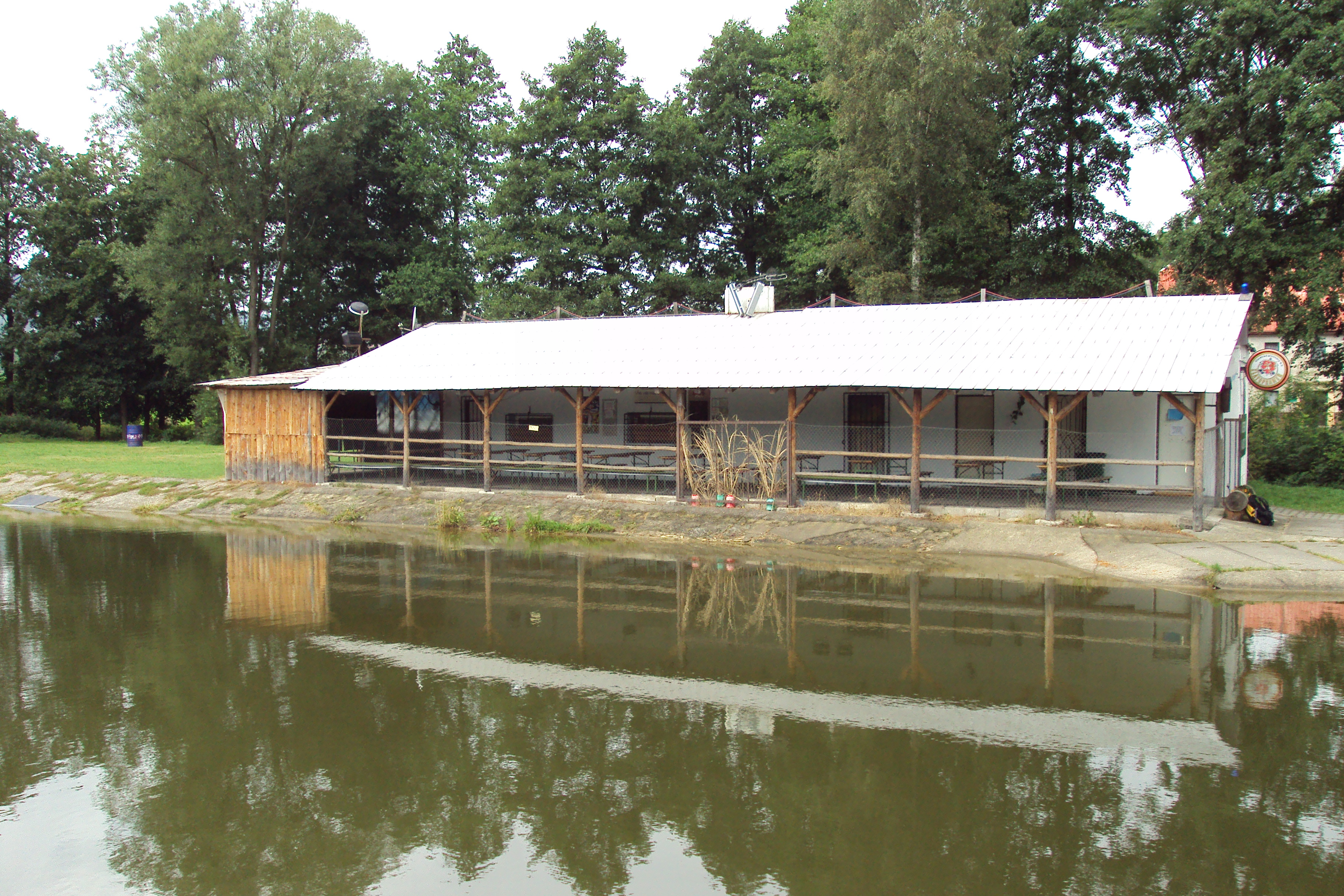
Koupaliště v Dolním Podluží

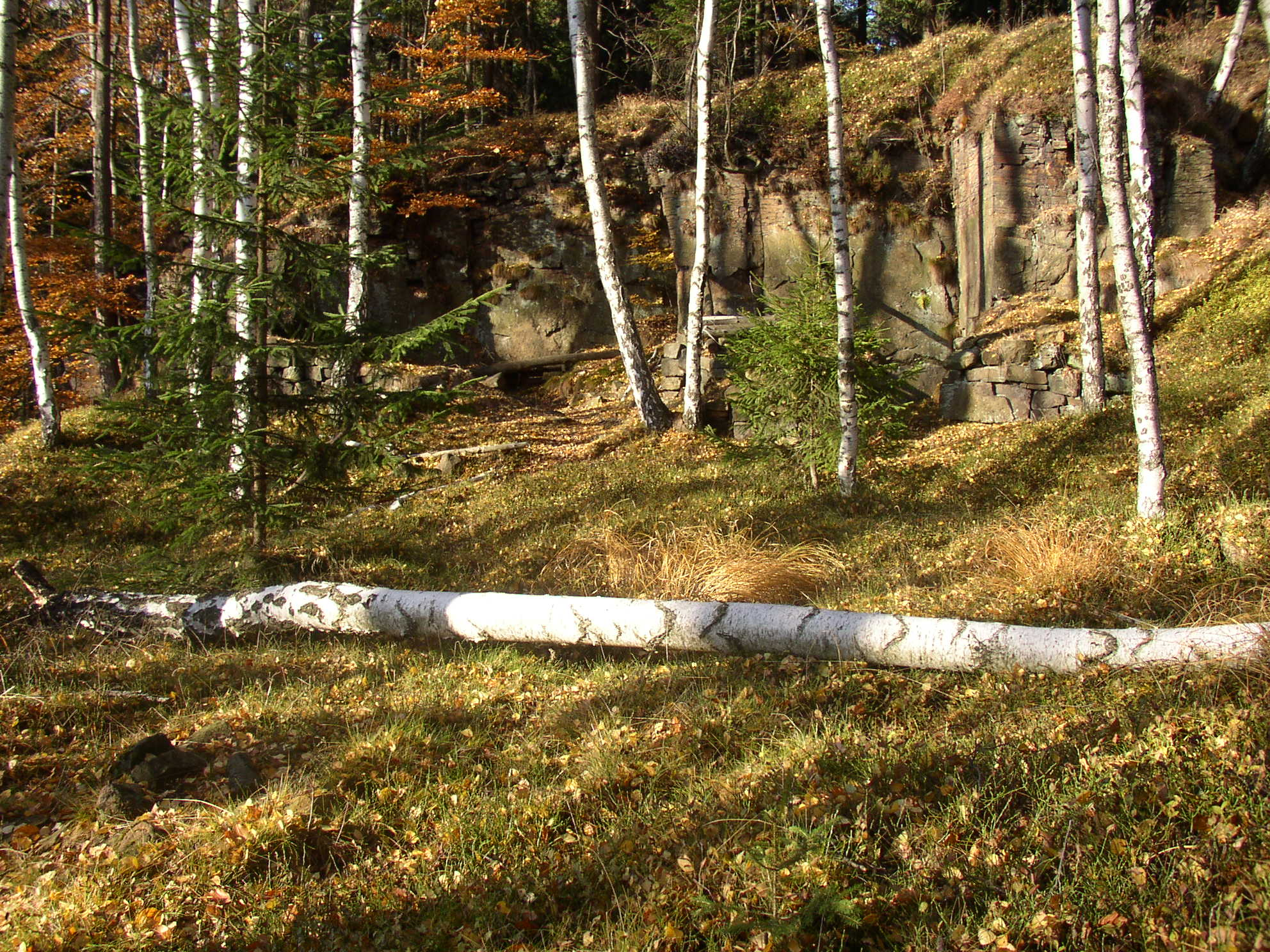
Opuštěný lom na Čertově pláni

Dolní Podluží se nachází v údolí potoka v údolí potoka Lužnička, do nějž se poblíž středu obce vlévá Lesenský potok. Centrum obce se nachází v nadmořské výšce 370 metrů. Na hranici katastru obce s Libereckým krajem se nachází nejvyšší hora okresu Děčín Pěnkavčí vrch o nadmořské výšce 792 metrů, dále se na katastru obce nachází desátý nejvyšší vrchol Lužických hor, Weberberg (Vyhlídka) o nadmořské výšce 711 metrů. Na vodní plochy je obec chudá, nachází se zde jen Lesenská přehrada a koupaliště poblíž středu obce. Na území obce se nachází evropsky významná lokalita Natura 2000 Lužickohorské bučiny. Dále se na území obce nachází dvě první zóny Chráněné krajinné oblasti Lužické hory.
Na jihu území obce se nachází 1. zóna na lesním půdním fondu Kozí hřbet o rozloze 227,98 ha s kvalitními porosty buku lesního, jilmu, javoru a jasanu ztepilého, je zde bohatě vyvinuté bylinné patro. Celé území slouží jako významné prameniště a nachází se zde pozůstatky po starých důlních dílech. Další první zónou je Pěnkavčí vrch o rozloze 78,02 ha, spolu se stabilními původními bukovými porosty se zde nachází značně poškozené rozpadající se smrkové porosty, které jsou postupně nahrazovány porosty s přirozenou druhovou skladbou a lokalita je významným prameništěm vod.
V Kostelním lese na sever od Dolního Podluží se nachází lesní společenství ve svahových prameništních polohách s bohatým bylinným podrostem, vyskytuje se zde kyčelnice devítilistá a cibulkonosná, lýkovec jedovatý, kokořík přeslenitý, strdivka jednokvětná, rozrazil horský, ječmenka evropská, vraní oko čtyřlisté. Významný je dále výskyt česneku medvědího, áron plamatého a prstnatce Fuschova. V lesíku „Bräuers Büschel“ se zachoval fragment cenných vstavačových luk s výskytem vzácné orchideje vstavače mužského.
Z geologického hlediska se na území obce vyskytují dvě základní geologické jednotky, lužický pluton a česká křídová pánev, které od sebe odděluje lužický zlom. Na území obce se nachází terciérní sedimenty v okolí Světlin. V souvrství tufitů, ale i písčitých a jílových sedimentů se vyskytují uhelné polohy, které byly dobývány především v 19. století. Stopy po dobývání uhlí se v terénu již nevyskytují. První zprávy o těžbě uhlí pochází z roku 1656, další z roku 1784. Poslední jsou z konce 19. století, z let 1891 až 1894. Předmětem těžby se staly slojky třetihorního lignitického uhlí. Podle novějších výzkumů pocházely z období středního miocénu. Uhlí se vyskytovalo pod čedičem a jílovitými čedičovými tufy. Na území obce se minulosti vyskytovaly pískovcové lomy pod Čertovou plání jihovýchodně od Lesného. Čedič se těžil pouze v malém rozsahu, opuštěné lomy jsou na sever od Dolního Podluží v Světlinách a pod Pětikostelním kamenem.
Dolní Podluží klimaticky leží v mírně teplé oblasti, nejvyšší polohy území obce leží v chladné oblasti. Obec má roční teplotní průměr 7 °C, nejvyšší polohy 5 °C. Vítr vane převážně západním směrem. Roční úhrn srážek se pohybuje dle polohy od 700 do 1000 mm.
Na severovýchodě obce se nachází odkaliště, kde se ukládal popílek z teplárny Velvety Varnsdorf. Odkaliště je oplocené a nepřístupné.

## Území
Z hlediska geomorfologického členění se katastr Dolního Podluží rozkládá na pomezí Šluknovské pahorkatiny a Lužických hor, přičemž vlastní sídlo se nachází na samém jižním okraji prvně jmenovaného celku, při severním úpatí západní části Lužických hor. Rozloha katastru obce byla k 31. 12. 2020 15,18 km2, z toho zaujímala
orná půda 0,34 km2, zahrady 0,36 km2, ovocné sady 0,04 km2, trvalé travní porosty 4,49 km2, lesní půda 8,77  , vodní plochy 0,08 km2, zastavěné plochy 0,24 km2 a ostatní plochy 0,85 km2. V roce 2007 byla provedena změna katastrálních hranic obce, území obce se zmenšilo o 27 ha ve prospěch Jiřetína pod Jedlovou. Obec má jedno katastrální území a místní části Kateřina a Světliny 2. díl.
Dolní Podluží sousedí katastrálním územím na severu s městem Varnsdorf, na západě s obcí Horní Podluží a s Jiřetínem pod Jedlovou. Značnou část katastrální hranice s Jiřetínem pod Jedlovou tvoří silnice číslo 9. Na jihu sousedí s obcí Mařenice v Libereckém kraji a východní hranici obce tvoří státní hranice s Německem.

## Obyvatelstvo
| Rok            | 1869  | 1880  | 1890  | 1900  | 1910  | 1921  | 1930  | 1950  | 1961  | 1970  | 1980  | 1991  | 2001  | 2011  | 2021  |
| -------------- | ----- | ----- | ----- | ----- | ----- | ----- | ----- | ----- | ----- | ----- | ----- | ----- | ----- | ----- | ----- |
| Počet obyvatel | 2 736 | 3 178 | 3 257 | 3 389 | 3 485 | 3 212 | 3 504 | 1 966 | 1 794 | 1 616 | 1 469 | 1 244 | 1 201 | 1 128 | 1 185 |
| Počet domů     | 349   | 380   | 407   | 425   | 452   | 479   | 515   | 510   | 371   | 343   | 320   | 313   | 387   | 417   | 425   |

Ottův slovník naučný uvádí v roce 1890 337 domů a 2 731 obyvatel.
Při sčítání lidu v roce 1921 zde žilo 2 790 obyvatel (z toho 1 282 mužů), z nichž bylo 74 Čechoslováků, 2 631 Němců, jeden příslušník jiné národnosti a 84 cizinců. Většina se hlásila k římskokatolické církvi, ale 130 lidí bylo evangelíky, jeden žid, 289 jich patřilo k nezjišťovaným církvím a 26 bylo bez vyznání. Podle sčítání lidu z roku 1930 měla vesnice 3 095 obyvatel: 115 Čechoslováků, 2 892 Němců, dva příslušníky jiné národnosti a 86 cizinců. Stále převládala římskokatolická většina, ale kromě ní ve vsi žilo 141 evangelíků, osm příslušníků církve československé, 370 členů nezjišťovaných církví (především starokatolické církve) a 197 lidí bylo bez vyznání.
Do poloviny dvacátého století tvořili většinu obyvatel Čeští Němci. Po druhé světové válce bylo původní německé obyvatelstvo nuceně vysídleno. Do obce se nastěhovali noví obyvatelé z českého vnitrozemí, Slovenska a středovýchodní Evropy.
Dle sčítání lidu v roce 2001 žilo v Dolním Podluží trvale 1201 osob, z toho 616 žen. Celkem 1064 občanů se hlásilo k české národnosti, 44 slovenské, 33 německé, 9 polské, 3 moravské, 7 ukrajinské a 9 k vietnamské národnosti. Z 1201 osob bylo 221 věřících, z toho se 169 lidí hlásilo k římskokatolické církvi, 7 k církvi československé husitské, 8 k českobratrské církvi evangelické a 1 osoba k pravoslavné církvi. 931 osob bylo bez vyznání.

Věková struktura obyvatel obce Dolní Podluží roku 2011

## Obecní správa a politika

### Části obce
- Dolní Podluží
- Kateřina
- Světliny 2. díl

### Zastupitelstvo a starosta
Zastupitelstvo obce Dolní Podluží je devítičlenné. V zastupitelstvu obce jsou ve volebním období 2006 až 2010 kandidáti šesti stran, Sdružení nezávislých kandidátů – Českého Červeného kříže Dolního Podluží a Dobrovolných hasičů Dolního Podluží má tři zástupce, Komunistická strana Čech a Moravy má dva zástupce v zastupitelstvu, Sdružení nezávislých kandidátů – spolek Domovina, Sdružení nezávislých kandidátů Pro zdravotní aktivity dětí a mládeže, Občanská demokratická strana a Česká strana sociálně demokratická mají jednoho zástupce. Starostou obce je Josef Pecinovský ze Sdružení nezávislých kandidátů – Českého červeného kříže Dolního Podluží a dobrovolných hasičů Dolního Podluží.

### Obecní symboly

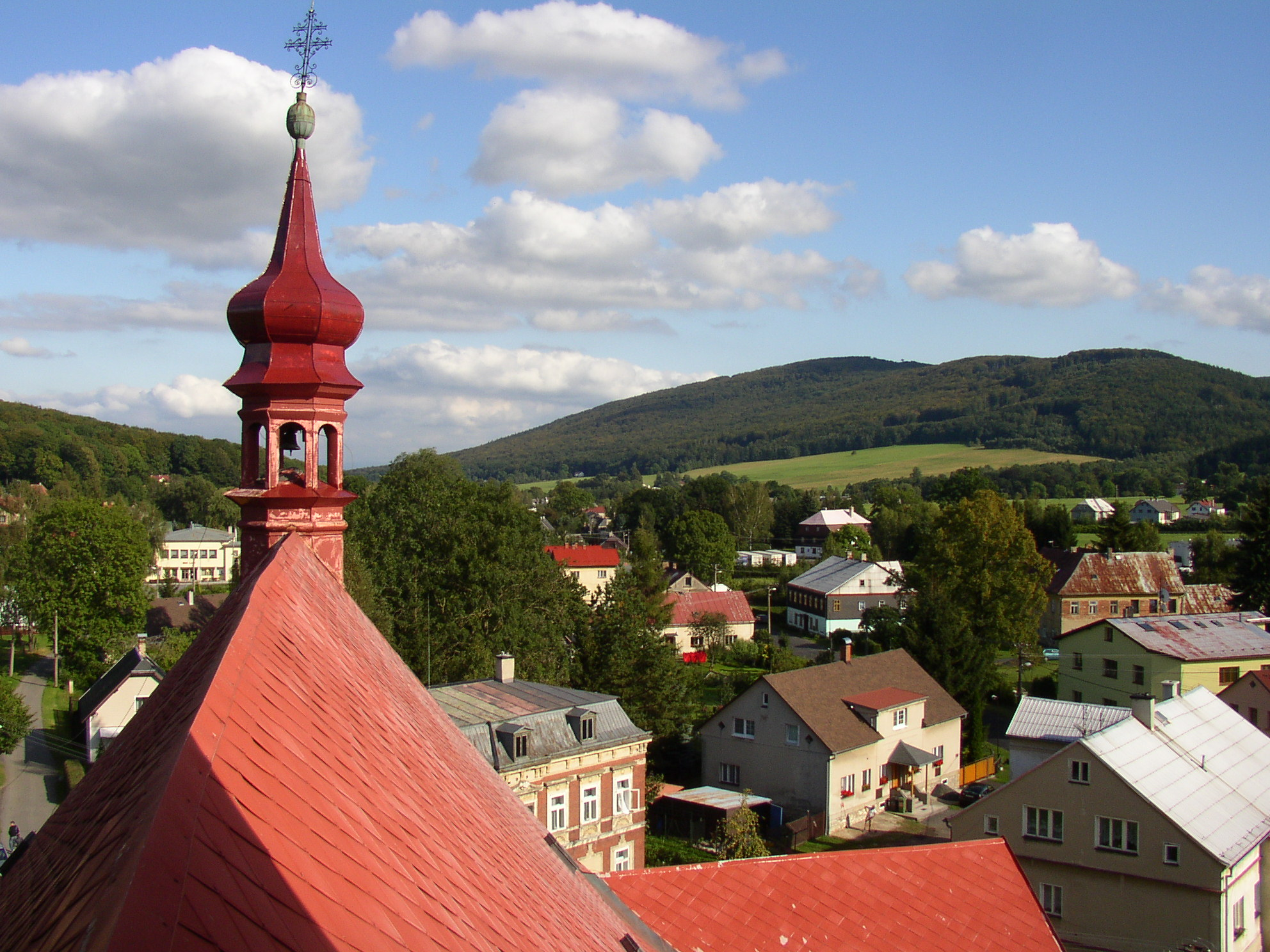
Pohled z věže kostela svaté Kateřiny na přilehlou část obce

Znak a vlajka byly obci uděleny rozhodnutím předsedy Poslanecké sněmovny Parlamentu České republiky na základě rozhodnutí číslo 16 ze dne 9. prosince 2002. Popis znaku zní: „V červeno-zeleně děleném štítě nahoře vyrůstající kolo svaté Kateřiny se stříbrnými noži, převýšené ve vylomení zlatou korunou, dále dole stříbrné vlnité břevno“. Kolo svaté Kateřiny ukazuje na zasvěcení místního kostela. Koruna na kole ukazuje na skutečnost, že svatá Kateřina byla královskou dcerou a je zobrazována s korunou na hlavě. Svatá Kateřina Alexandrijská žila ve 4. století a od 10. století se vypráví legendy o vzdělané královské dceři, která odmítla nabídku k sňatku od císaře Maxentia. Císař Kateřinu uvěznil a mučil jí. Blesk roztříštil mučicí nástroj, vozové kolo na obvodu osázené noži a tak byla Kateřina sťata mečem. Atributem Kateřiny je z tohoto důvodu kolo, většinou zlomené. Červená barva na znaku se shoduje s obvyklým způsobem zobrazování atributů mučedníků. Dolní zelená polovina štítu se inspiruje Lužickými horami a vlnité břevno se vztahuje k říčce Lužničce, na jejích březích obec leží.
Podoba praporu odpovídá popisu: „List tvoří čtyři vodorovné pruhy, červený, zelený, bílý vlnitý se třemi vrcholy a dvěma prohlubněmi a zelený, v poměru 4:1:2:1. Do červeného pruhu vzrůstá žluté kolo svaté Kateřiny s bílými noži, převýšené ve vylomení žlutou korunou. Poměr šířky k délce listu je 2:3.“ Prapor opakuje podobu znaku.

## Kultura a pamětihodnosti

### Kostel

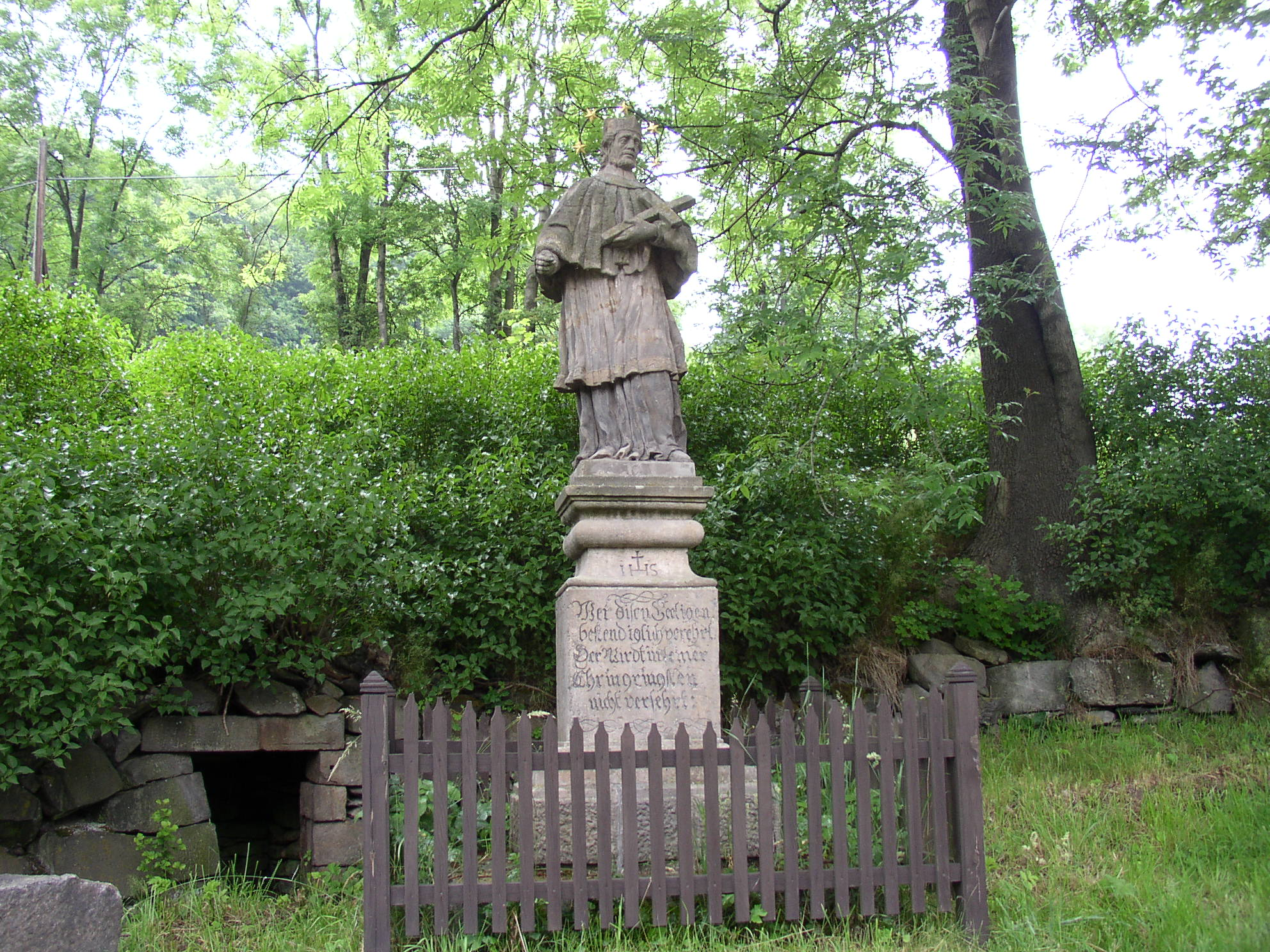
Socha svatého Jana Nepomuckého

Nejvýznamnější stavební památkou v obci je kostel svaté Kateřiny Alexandrijské z roku 1547 postavený na místě staršího dřevěného kostela z roku 1411, který byl barokně přestavěn v letech 1721 až 1734, s věží z roku 1756. Dne 17. července 1783 byl kostel poškozen úderem blesku a jeho dnešní novogotický vzhled byl získán během úprav kolem roku 1800. Roku 1867 vyhořela věž a definitivní stavební podobu kostel získal po opravě v roce 1882.
Kostel je jednolodní s polokruhovým závěrem a hranolovou věží nad západním průčelím a má po stranách dvě čtvercové sakristie, v jedné z nich se dochovala křížová hřebínková klenba ze 16. století. Hřbitov, který kostel dodnes ze severní strany lemuje, byl zrušen v roce 1885 a sloužil i Hornímu Podluží. Kostel je ve špatném technickém stavu a v roce 1998 se v něm přestaly pořádat bohoslužby. V roce 2006 vznikla občanská iniciativa – Sdružení na záchranu kostela svaté Kateřiny. Sdružení má za cíl podniknout záchranné práce k zajištění stropní konstrukce a zajistit finanční prostředky k výměně stropních trámů. Sdružení spolupracuje na záchraně kostela s bývalými rodáky z obce.

### Památník příslušníků finanční stráže

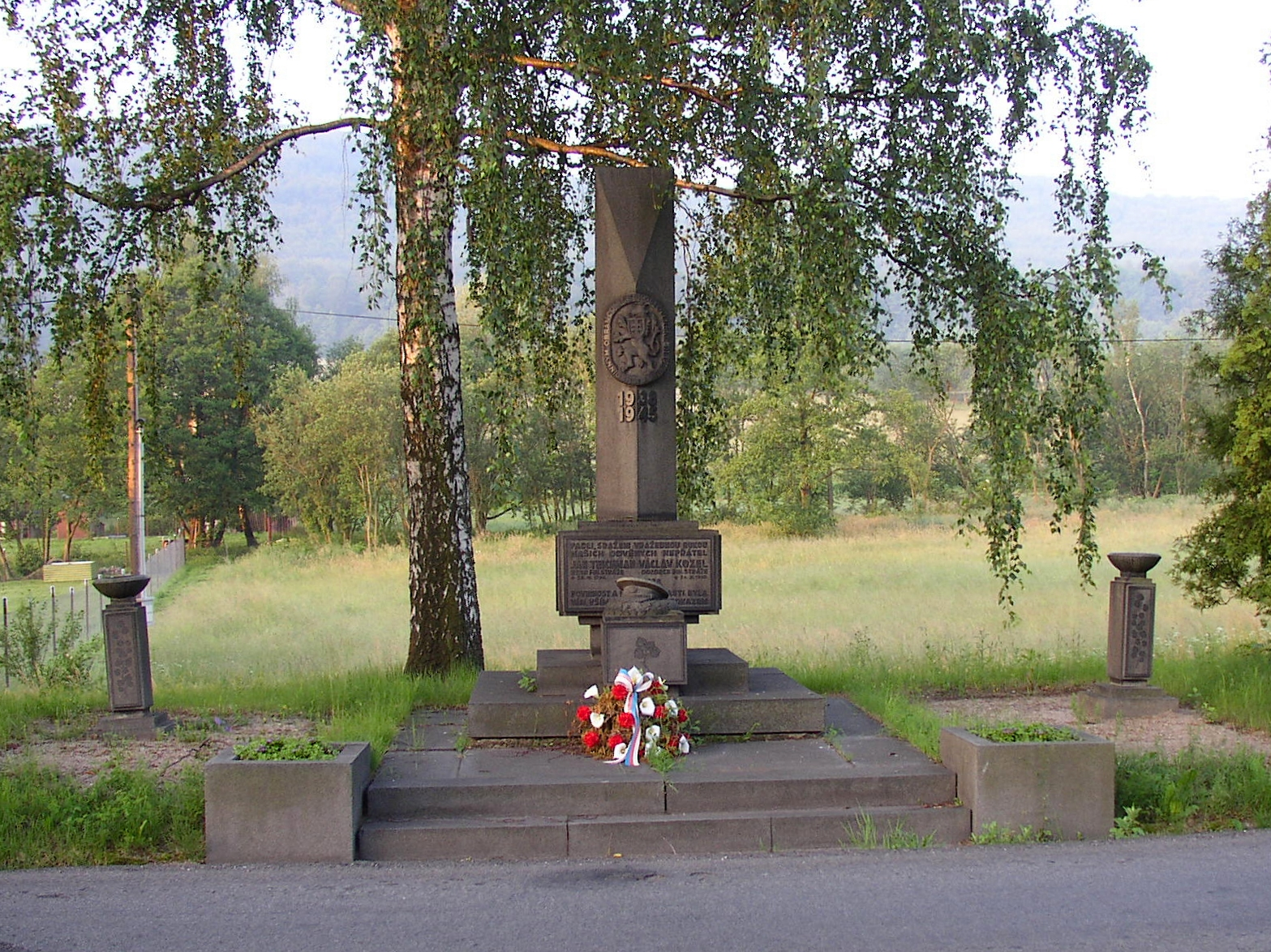
Památník příslušníků finanční stráže v Dolním Podluží

V obci se nachází pomník padlých příslušníků finanční stráže Jana Teichmana a Václava Kozla, kteří padli 22. září 1938 při přestřelce s henleinovci. Pomník připomíná i inspektora finanční stráže Adolfa Marvana, který zemřel dne 26. září 1943 v nemocnici v Mělníku na následky mučení v koncentračním táboře. Jednotka SOS číslo 76 pod vedením inspektora finanční stráže Adolfa Marvana ustupovala krátce po 14. hodině před davem ordnerů spolu s jednotkou číslo 77 Josefa Lejska na obranné postavení československé armády v Nové Huti. U benzínové stanice v Dolním Podluží bylo družstvo napadeno davem nacistů a palbou z kulometů. Od družstva odjeli k čerpadlu na benzín Jan Teichman, Václav Kozel a Miroslav Bernard. Jakmile začali čerpat benzín, dorazili k náspu henleinovci a začala přestřelka. Zastřelen byli Václav Kozel, těžce zraněn a zajat byl Miroslav Bernard, Jan Teichman z místa boje unikl, ale byl zastřelen ordnerem Stonnerem. Zastřelen byl i německý čerpadlář. Pohřeb zastřelených se konal 26. září 1938 ve Varnsdorfu. Zbytek družstva se pomocí dalšího družstva dostal z hrozícího obklíčení a dospěl do obranného postavení československé armády. Pomník byl odhalen v září 1945 k 7. výročí události za přítomnosti ministra financí Vavro Šrobára a divizního generála Karla Klapálka. Slavnostní odhalení pomníku provedl respicient finanční stráže Miroslav Bernard, který byl při útoku těžce zraněn. Pomník byl odhalen za zvuků husitského chorálu „Ktož jsú Boží bojovníci“. Slavnosti se zúčastnilo 3 500 lidí. Pomník zhotovila kamenická firma J. Sppölgen ze Šluknova.

### Kulturní život a sport
V obci je v provozu kino Bio Luž. Dále proběhla v obci v roce 2001 rekonstrukce sportovního areálu, na kterou obec získala dotaci od Phare a Ministerstva pro místní rozvoj. V obci se každoročně pořádá akce pro děti Pohádkový les, kdy se v lese vyskytují postavy z pohádek. Obec vlastní knihovnu o 15 000 svazcích. Působí zde spolek Domovina, který sdružuje rodáky a přátele obce Dolní Podluží. Dále zde působí místní pobočka Červeného kříže a místní hasičský spolek. Obec se podílí se sousedními obcemi Jiřetín pod Jedlovou a Horní Podluží na vydávání měsíčníku Permoník. Do poloviny devadesátých let vycházel Dolnopodlužský občasník.

## Hospodářství a infrastruktura

### Doprava

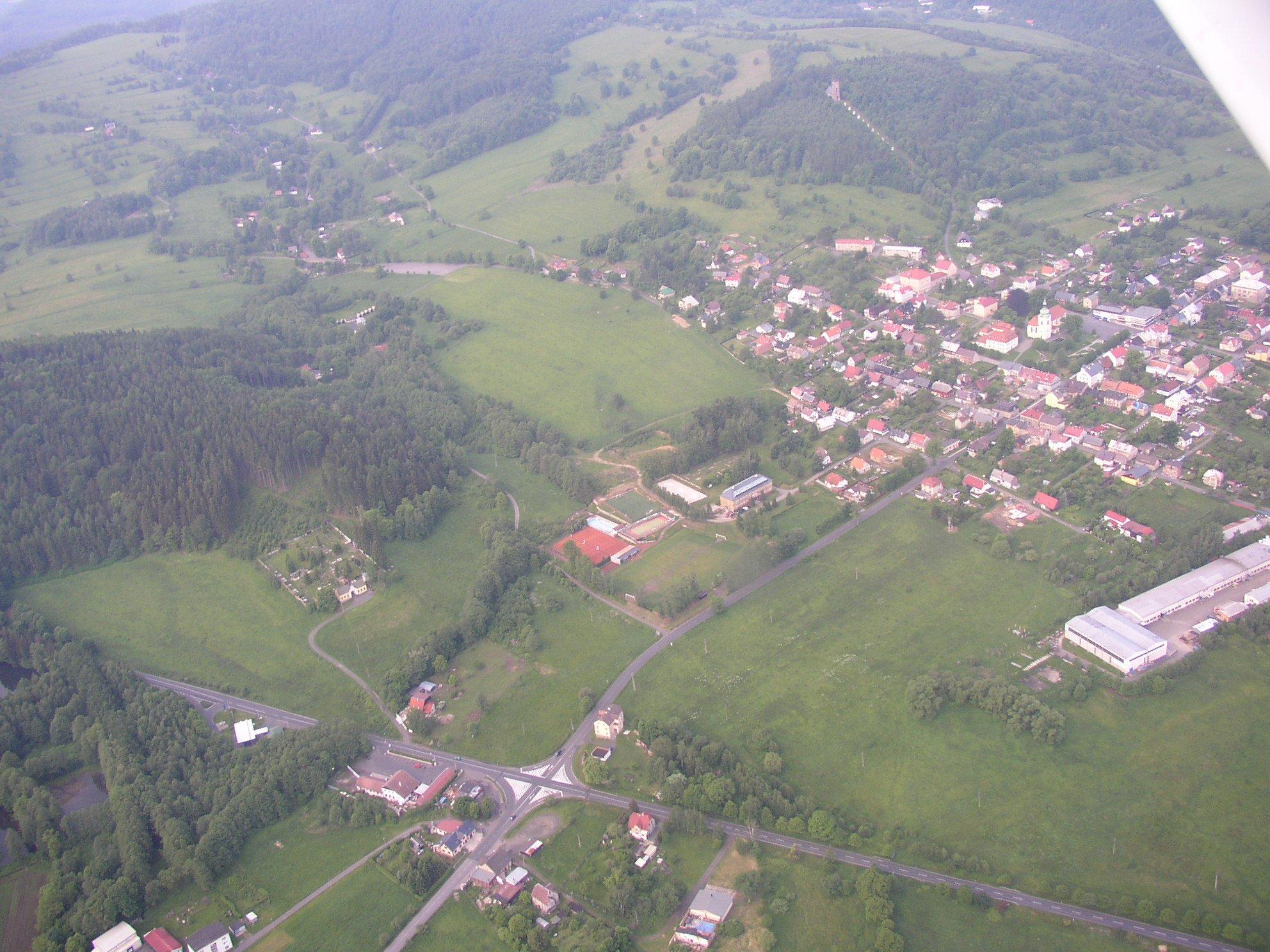
Letecký pohled na křižovatku Na Mýtě, vlevo hřbitov a v pozadí Jiřetín pod Jedlovou

Západní částí obce prochází silnice číslo 9, která spojuje Šluknovský výběžek s vnitrozemím České republiky, na hranici obce s Jiřetínem pod Jedlovou se nachází křižovatka „Na Mýtě“ se silnicí druhé třídy číslo 264 z Rybniště do Varnsdorfu. Na území obce se nachází železniční stanice Dolní Podluží a železniční zastávka Jiřetín pod Jedlovou, obě leží na trati Rybniště–Varnsdorf. Autobusové spojení se zbytkem Šluknovského výběžku zajišťuje ČSAD Semily a linku do Prahy zajišťuje především společnost Quick Bus a ČSAD Semily. V obci je šest autobusových zastávek.

### Školství a zdravotnictví
V Dolním Podluží je základní i mateřská škola. Do základní školy dochází i děti z Jiřetína pod Jedlovou a z Horního Podluží. Rozhodnutí postavit dnešní školu padlo na zasedání zastupitelstva dne 7. února 1894, škola byla dokončena v roce 1904. Chlapecká měšťanská škola zahájila vyučovaní dne 1. září 1896 v náhradních prostorách. V Dolním Podluží je ordinace praktického lékaře a stomatologická ordinace.

### Turistika

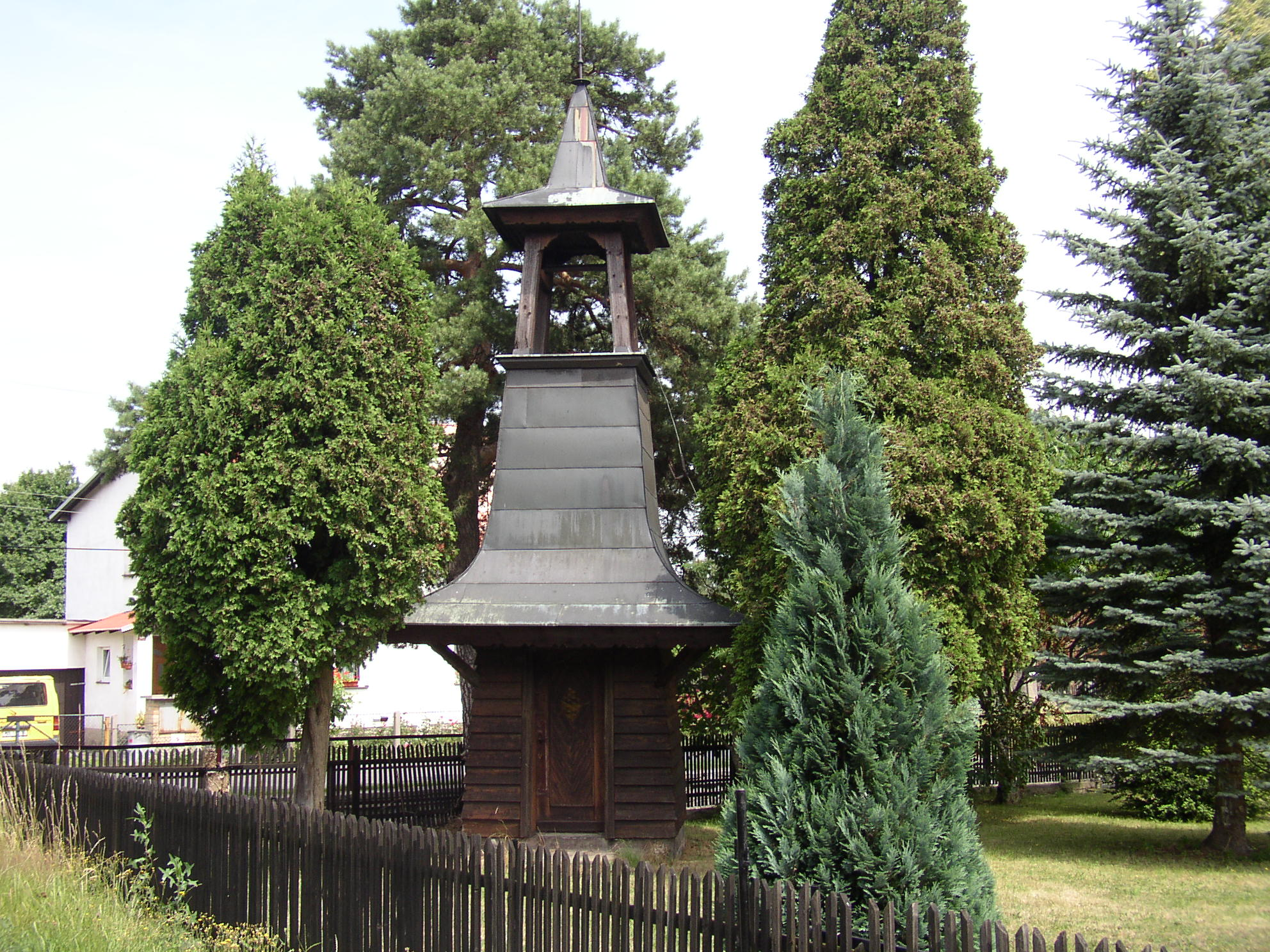
Dřevěná zvonice z konce 18. století ve východní části obce

Na území obce vede červená turistická cesta číslo 0318 z Lesného na vrchol Hvozdu, která je zároveň Evropskou dálkovou trasou E3 z Istanbulu k mysu Svatého Vincenta ve Španělsku. Další turistickou cestou je modrá trasa číslo 1656 z železniční stanice Dolní Podluží k rozcestí na Půlnoční stráni pod horou Klíč. Dále obcí vede žlutá trasa číslo 7027 z náměstí v Jiřetíně pod Jedlovou na hraniční přechod v Dolním Podluží, v Německu dál pokračuje na koupaliště Trixi v Großschönau. Na území obce se nachází Hornická naučná stezka Údolí Milířky, která má 7 informačních tabulí a byla otevřena v roce 1999. Obcí prochází cyklotrasa číslo 3015 z Varnsdorfu k Hraničnímu rybníku. V obci je sídlo mikroregionu Tolštejn.

### Průmysl
V obci v 19. století byla výroba velvetu a velvetonu, na který později navázala Velveta Varnsdorf. V letech budování socialismu byly v Dolním Podluží nejdůležitějšími provozy závod národního podniku Velveta Varnsdorf a líhně a brojlerárna o.p. Drůbežnictví. Na katastru obce se nachází část areálu Továren obráběcích strojů Varnsdorf. V obci je výrobna Krenotechu KRENO, s.r.o., pobočka Varnsdorf. Vyrábí se zde parkovací systémy pro osobní automobily do 2,6 tun, parkovací plošiny, průmyslová, garážová a rychlootevírací vrata, posuvné a křídlové brány a jejich díly. V obci se dál nachází provozovna firmy HELIX – Liberec s.r.o., která se jako jediná v České republice zabývá výkupem a následným zpracováním hlemýždě zahradního. Firma odkoupila objekt po Drůbežářských závodech v Dolním Podluží v roce 1992 a jejím výhradním odbytištěm je francouzský trh. Zemědělství jako ve zbytku Šluknovského výběžku prakticky neexistuje, problémem je i základní údržba zemědělských ploch.